# Xã Springdale, Quận Washington, Arkansas
Xã Springdale (tiếng Anh: Springdale Township) là một xã thuộc quận Washington, tiểu bang Arkansas, Hoa Kỳ. Năm 2010, dân số của xã này là 66.328 người.